# Katastrofa francuskiego samolotu wojskowego na Synaju
Katastrofa francuskiego samolotu wojskowego na Synaju
W niedzielę 6 maja 2007 roku miała miejsce katastrofa francuskiego samolotu DHC-6 Twin Otter, należącego do sił pokojowych MFO (Multinational Force and Observers), 9 osób (8 francuskich żołnierzy i jeden Kanadyjczyk) zginęło, kiedy francuski samolot runął na drogę nr 03 pod As-Samad na półwyspie Synaj w południowo-wschodniej części muhafazy Synaj Północny w Egipcie (80 km na południowy wschód od miasta Nachl). Nie wiadomo, co było przyczyną tragedii.
Maszyna wystartowała o godz. 7:46 z bazy Al Gora, gdzie stacjonuje północna część kontyngentu MFO do Świętej Katarzyny w środkowej części Synaju (okolice Góry Synaj).
O godz. 9:15 utracono z nią kontakt i wtedy uległa rozbiciu.
Oficjalne uroczystości pogrzebowe odbyły się 10 maja 2007 roku w North Camp.